# Herybert Menzel

Herybert Menzel

Herybert Menzel (* 10. August 1906 in Obornik bei Posen; † Februar 1945 in Tirschtiegel bei Posen) war ein deutscher Dichter und Schriftsteller zur Zeit des Nationalsozialismus sowie Mitglied im Bamberger Dichterkreis.

## Leben
Menzel war der Sohn eines Postsekretärs und wuchs in der Grenzstadt Tirschtiegel auf. Nach dem Abitur in Crossen studierte er zwei Semester Rechtswissenschaften in Breslau und Berlin. Danach ließ er sich als freier Schriftsteller in seiner Heimatstadt nieder. 1926 veröffentlichte er seine erste selbständige Publikation, den Gedichtband Mond, Sonne und Stern und Ich. Kleine Lieder.

Für sein künstlerisches Schaffen waren die Spannungen zwischen Polen und Deutschen in der Grenzmark Posen-Westpreußen prägend. Auf diese konfliktgeladene Atmosphäre in seiner Heimatregion geht Menzel u. a. in den Werken Grenzmärkische Sagen (1929), Der Grenzmark-Rappe. Grenzmärkische Sagen, Erzählungen, Balladen und Gedichte (1933) sowie in seinem ersten Roman Umstrittene Erde (1930) ein. Letzterer brachte es bis 1943 zu mehreren Auflagen mit insgesamt mindestens 56.000 Exemplaren. Bei dem Roman
„handelt [es] sich in ästhetischer, aber auch in ideologischer Hinsicht um einen simpel gestrickten, vulgär-rassistischen Text, der eine anspruchslose Freund-Feind-Dichotomie bedient. Er spielt um 1918/20, gegen Ende des Ersten Weltkriegs und in den folgenden zwölf Monaten, in der Provinz Posen und handelt vom Konflikt der bisherigen deutschen Herrenschicht mit ihrem Gegner, der polnischen Bevölkerung. Konkreter historischer Bezugspunkt ist der […] Posener (oder Großpolnische) Aufstand.“
Bereits zum 1. April 1932 trat Menzel der NSDAP bei (Mitgliedsnummer 1.043.489) und schloss sich auch der SA an (1943 erlangte er den Rang eines Sturmbannführers). Nach der „Machtergreifung“ der Nationalsozialisten wurde Menzel vor allem durch seine Gedichte, Lieder und Kantaten bekannt. Im Oktober 1933 gehörte er zu den 88 Schriftstellern, die das „Gelöbnis treuester Gefolgschaft“ für Adolf Hitler abgaben. Gedichte in seinem Lyrikband Im Marschschritt der SA (1933) trugen zu seinem Ruf als „Homer der SA“ bei. Seine Produktionen fanden als Propagandabeiträge Eingang auch in die massenmediale Literatur:
Vorm Bild des Führers

Wenn ich nur zweifle, schau ich auf dein Bild,

Dein Auge sagt mir, was allein uns gilt.

So manche Stunde sprech ich wohl mit dir,

Als wärst du nah und wüßtest nun von mir.

Wo immer einer still wird vor der Tat,

Er kommt zu dir, du bester Kamerad.

In deinem Antlitz steht es ernst und rein,

Was es bedeutet, Deutschlands Sohn zu sein.
Menzel publizierte in der Zeitung Völkischer Beobachter, in der Schriftenreihe „Junges Volk“ und wirkte an dem HJ-Jahrbuch Die junge Mannschaft mit. Anlässlich des 6. Todestages von Horst Wessel verfasste er 1936 die Kantate Ewig lebt die SA, die am 23. Februar 1936 in 739 Städten des Deutschen Reiches aufgeführt wurde. Von 1933 bis 1935 war er Vorstandsmitglied des Reichsverbands Deutscher Schriftsteller. Dem in der Zeit des Nationalsozialismus bedeutungslosen Reichstag gehörte er ab dem 29. März 1936 an. 1938 wurde er Mitglied des Bamberger Dichterkreises.

Während seines (ersten) soldatischen Einsatzes für das „Dritte Reich“ erlitt Menzel im Juni 1940 in Frankreich so schwere Verletzungen, dass er nahezu ein Jahr lang in Lazaretten behandelt werden musste und nach seinem Dienst in einer Genesenden-Kompanie schließlich im November 1941 aus dem Kriegsdienst entlassen wurde. Menzel widmete sich nun wieder voll und ganz seiner Tätigkeit als freier Schriftsteller und schrieb jetzt auch Dramen- und Prosatexte sowie ein Kammerspiel. In seinem letzten veröffentlichten Gedichtband Anders kehren wir wieder (1943) offenbart sich erneut Menzels abschätzige, menschenverachtende Haltung der slawischen (insbesondere polnischen) Bevölkerung gegenüber. Deutlich wird dies beispielsweise anhand der folgenden Verse, die sich auf das durch die Wehrmacht eingenommene Warschau und dessen Bewohner beziehen.
[…] Da das Feuer schon Ruß ward, / Der Leichendunst sich verzog, das Überlebende / Schon wieder schachert und lacht und lüstet / Und alles dies leugnet; rot sind die Münde, / Die Gier wuchert im Grauen; dies war reif, / O, überreif zur Verdammnis. […] / […], wir zwingen zum / Gleichschritt wieder uns alle, wir Sieger. / Stiefel, bestaubter, durch Staub weiter! Du triffst / Nichts, was verworfen nicht war.
Propaganda im Sinne des NS-Regimes betrieb der Schriftsteller auch auf seinen Vortragsreisen nach Norwegen (1941) und Bulgarien (1942). Gedichte von ihm fanden Eingang in die Fahnen- und Kampfsprüche der Hitlerjugend.
Es ist davon auszugehen, dass Menzel Anfang des Jahres 1945 als Reaktion auf die Winteroffensive der Roten Armee zum Volkssturm eingezogen wurde und im Gefecht starb. Aus einem Briefwechsel geht hervor, dass Menzels Mutter aus Angst vor anstehenden Hausdurchsuchungen 1946 einwilligte, den Nachlass ihres Sohnes zu verbrennen, der auch noch unveröffentlichte Schriften enthielt.
Nach dem Ende des Nationalsozialismus wurden in der Sowjetischen Besatzungszone und in der Deutschen Demokratischen Republik seine Schriften auf die Liste der auszusondernden Literatur gesetzt.
Jan-Pieter Barbian zählt Menzel zur Garde der NS-Apologeten..., die in und mit ihren Werken den politischen Vorgaben der Machthaber Ausdruck verlieh.
Menzel war ein enger Freund der Siewert-Schwestern, der Malerin Clara Siewert und insbesondere der Schriftstellerin Elisabeth Siewert, nach deren Tod 1930 er in den Ostdeutschen Monatsheften einen Nachruf schrieb.
Ein Gedicht von Menzel mit dem Titel „Der Kamerad“ wurde vom Fälscher Konrad Kujau als angebliches Hitler-Gedicht im Kontext der von ihm gefälschten Hitler-Tagebücher eingesetzt und 1980 vom Stern unter der Überschrift „Gereimtes vom Gefreiten H.“ veröffentlicht, jedoch von Anton Hoch als ein Werk von Menzel erkannt.

## Ehrungen
- 1938 Literaturpreis der Reichshauptstadt Berlin (3. Platz, für die Gedichte der Kameradschaft)
- 1939 Ertrag der Harry-Kreismann-Stiftung
- 1940 Kulturpreis der SA (für Menzels Gesamtwerk)

## Schriften
- Mond und Sonne und Stern und ich. Kleine Lieder, 1926
- Im Bann. Gedichte, 1930
- Umstrittene Erde, Roman, 1930
- Franz Lüdtke, der ostdeutsche Mensch und Dichter, 1932
- Der Grenzmark-Rappe. Grenzmärkische Sagen, Erzählungen, Balladen und Gedichte, 1933
- Im Marschschritt der SA. Gedichte, 1933
- Wir sind der Sieg!, 1934
- Die große Ernte. Kantate, 1935
- Das große Gelöbnis. Eine Kantate, 1935
- In unsern Fahnen lodert Gott. Kantate, 1935
- Gedichte der Kameradschaft, 1936
- Wenn wir unter Fahnen stehen. Lieder der Bewegung, 1938
- Alles Lebendige leuchtet. Gedichte eines Jahrzehnts, 1938
- Deutschland, heiliges Deutschland! Das große Gelöbnis, 1938
- Ewig lebt die SA. Eine Feier, 1938
- Herrn Figullas Schaufenster. Heitere Geschichten, 1941
- Das Siebengestirn, Roman, 1942
- Das Friedensschiff. Satire in 3 Akten, 1943
- Anders kehren wir wieder. Gedichte, 1943
- Noch einmal Napoleon? Komödie, 1943
- Einführung in Hermann Harz, Das Erlebnis der Reichsautobahn. Ein Bildwerk, Widmung: „Dem Schöpfer der Reichsautobahnen Reichsminister Dr. Fritz Todt zum Gedächtnis.“ Vorwort Albert Speer. Hg. Reichsministerium Speer[23], Georg D. W. Callwey, o. J. (1943) München
- Der Brief. Ein Kammerspiel in 3 Akten, 1944